# 13. Turniej Czterech Skoczni
13. Turniej Czterech Skoczni rozgrywany był od 27 grudnia 1964 do 6 stycznia 1965.
Turniej wygrał  Torgeir Brandtzæg.

## Oberstdorf
Data: 27 grudnia 1964

Państwo:  RFN

Skocznia: Schattenbergschanze

### Wyniki konkursu
| Poz. | Imię i nazwisko   | Narodowość        | Punkty |
| ---- | ----------------- | ----------------- | ------ |
| 1.   | Torgeir Brandtzæg | Norwegia          | 230,5  |
| 2.   | Piotr Kowalenko   | ZSRR              | 215,5  |
| 3.   | Dave Hicks        | Stany Zjednoczone | 206,7  |
| 4.   | Ludvik Zajc       | Jugosławia        | 205,8  |
| 5.   | Bjørn Wirkola     | Norwegia          | 205,4  |
| 6.   | Giacomo Aimoni    | Włochy            | 204,9  |
| 7.   | Toralf Engan      | Norwegia          | 203,4  |
| 8.   | Georg Thoma       | RFN               | 202,6  |
| 9.   | Max Bolkart       | RFN               | 201,1  |
| 10.  | Heini Ihle        | RFN               | 200,7  |

## Garmisch-Partenkirchen
Data: 1 stycznia 1965

Państwo:  RFN

Skocznia: Große Olympiaschanze

### Wyniki konkursu
| Poz. | Imię i nazwisko     | Narodowość     | Punkty |
| ---- | ------------------- | -------------- | ------ |
| 1.   | Erkki Pukka         | Finlandia      | ?      |
| 2.   | Heini Ihle          | RFN            | ?      |
| 3.   | Helmut Kurz         | RFN            | ?      |
| 4.   | Piotr Kowalenko     | ZSRR           | ?      |
| 5.   | Torgeir Brandtzæg   | Norwegia       | ?      |
| 6.   | Jurij Subarew       | ZSRR           | ?      |
| 7.   | Dalibor Motejlek    | Czechosłowacja | ?      |
| 8.   | Sepp Lichtenegger   | Austria        | ?      |
| 9.   | Peter Müller        | Austria        | ?      |
| 10.  | Michaił Wieretnikow | ZSRR           | ?      |

## Innsbruck
Data: 3 stycznia 1965

Państwo:  Austria

Skocznia: Bergisel

### Wyniki konkursu
| Poz. | Imię i nazwisko       | Narodowość     | Punkty |
| ---- | --------------------- | -------------- | ------ |
| 1.   | Torgeir Brandtzæg     | Norwegia       | ?      |
| 2.   | Bjørn Wirkola         | Norwegia       | ?      |
| 3.   | Józef Przybyła        | Polska         | ?      |
| 4.   | Erkki Pukka           | Finlandia      | ?      |
| 5.   | Dalibor Motejlek      | Czechosłowacja | ?      |
| 6.   | Wiktor Kriukow        | ZSRR           | ?      |
| 7.   | Henrik Ohlmayr        | RFN            | ?      |
| 8.   | Toralf Engan          | Norwegia       | ?      |
| 9.   | Ryszard Witke         | Polska         | ?      |
| 10.  | Michaił Wieretennikow | ZSRR           | ?      |

## Bischofshofen
Data: 6 stycznia 1965

Państwo:  Austria

Skocznia: Paul-Ausserleitner-Schanze

### Wyniki konkursu
| Poz. | Imię i nazwisko   | Narodowość     | Punkty |
| ---- | ----------------- | -------------- | ------ |
| 1.   | Bjørn Wirkola     | Norwegia       | ?      |
| 2.   | Dalibor Motejlek  | Czechosłowacja | ?      |
| 3.   | Wiktor Kriukow    | ZSRR           | ?      |
| 4.   | Jurij Subarew     | ZSRR           | ?      |
| 5.   | Max Golser        | Austria        | ?      |
| 6.   | Ludvik Zajc       | Jugosławia     | ?      |
| 7.   | Torgeir Brandtzæg | Norwegia       | ?      |
| 8.   | Peter Müller      | Austria        | ?      |
| 9.   | Sepp Lichtenegger | Austria        | ?      |
| 10.  | Per Cucheron      | Norwegia       | ?      |

## Klasyfikacja generalna
| Poz. | Skoczek               | Kraj           | Punkty |
| ---- | --------------------- | -------------- | ------ |
| 1.   | Torgeir Brandtzæg     | Norwegia       | 869,5  |
| 2.   | Bjørn Wirkola         | Norwegia       | 842,8  |
| 3.   | Dalibor Motejlek      | Czechosłowacja | 839,7  |
| 4.   | Jurij Subarew         | ZSRR           | 809,0  |
| 5.   | Józef Przybyła        | Polska         | 803,0  |
| 6.   | Peter Müller          | Austria        | 800,7  |
| 7.   | Erkki Pukka           | Finlandia      | 798,7  |
| 8.   | Toralf Engan          | Norwegia       | 792,2  |
| 9.   | Wiktor Kriukow        | ZSRR           | 791,0  |
| 10.  | Michaił Wieretennikow | ZSRR           | 790,0  |